# Kartografika
Kartografika je znakovni sustav za prikazivanje prostornih objekata.
Obuhvaća:
- kartografske znakove i međusobne odnose znakova
- odnose znakova prema prikazanim objektima
- odnose korisnika prema znakovima

Sastavni dijelovi kartografike su:
- osnovni geometrijsko-grafički elementi (točka, crta, područje)
- kartografski znakovi
- boje
- pismo